# حروف‌چینی کردی
حروفچینی کردی حروفچینی یکی از بخش‌های اساسی صنعت چاپ و نشر است و هر ناشری باید اطلاعات تخصصی و کاملی درزمینهٔ حروفچینی کامپیوتری داشته‌باشد. به‌دلیل نداشتن این آشنایی در میان بسیاری از ناشران زبان کردی، از روش‌های غیراستانداردی استفاده می‌شود که باعث کاهش سرعت انتشار و تأثیر متن و افت کیفیت آثار می‌شود.

## الفبای سورانی
الفبای سورانی در میان کردهای ایران و عراق، که تحت تأثیر الفباهای فارسی و عربی بوده‌اند، رایج است. الفبای رسمیِ مورد استفاده دولت محلی کردستان عراق نیز سورانی است.

## چیدمان صفحه‌کلید
چیدمان صفحه‌کلید (Keyboard layout) مشخص می‌کند که با فشردن هر کلید از سخت‌افزارِ صفحه‌کلید، کدام یونی‌کد به ویندوز برگردد، و به‌اصطلاح چیدمان یا آرایش صفحه‌کلید را مشخص می‌کند.

### چیدمان‌های سورانی
- Kurd IT group: این چیدمان باتوجه‌به چیدمان QWERTY طراحی شده تا نیازی به داشتن برچسب روی کلیدها نباشد. اما برای کسانی که به الفبای لاتینی کردی آشنایی ندارند مشکل است. همچنین به‌خاطر استفادهٔ فراوان از Shift حروفچینی خسته‌کننده و کند است.

## یونی‌کاتب (Uniscribe)
هنگامی که متنی تایپ می‌شود، یونی‌کدها به ترتیبی که تایپ شده‌اند (نه لزوماً ترتیبی که قرار است نمایش داده شوند) در کامپیوتر ذخیره می‌شوند. سپس این برنامه اطلاعات لازم را برای حالت و ترتیب قرارگرفتن حروف در کنار هم را درهنگام چاپ یا نمایش مشخص می‌کند. نسخه‌های مختلفی از Usp10.dll (منبع داده‌های Uniscribe) وجود دارد که نسخه‌های بعد از سال ۲۰۰۲ همهٔ حروف الفبای سورانی را به‌درستی تحلیل می‌کنند. هر نرم‌افزاری می‌تواند از نسخهٔ جداگانه‌ای از Usp10.dll استفاده کند (مانند مایکروسافت آفیس و گوگل ارث) یا از نسخهٔ ویندوز استفاده کند.

## قلم‌های کردی
قلم کردی در اصطلاح به قلمی می‌گویند که نگاره‌های (glyph) الفبای سورانی را داشته‌باشد.

### قلم‌های Ali
در حروفچینی با قلم‌های Ali-Font از Keyboard layoutهای عربی یا فارسی استفاده می‌شود و در طراحی قلم به‌جای نگاره‌هایی از عربی یا فارسی، نگاره‌های کردی قرار داده شده‌است. در داخل قلم، مثلاً نشانهٔ «َ» را به v کوچک و «ة» را به «ه» کردی تغییر داده‌اند. برای نمونه، به‌جای «ڵهڕ»، «لَةرِ» تایپ می‌شود. تایپ کردی با این قلم‌ها کُند و خسته‌کننده است و حروفچین‌ها برای انجام آن دستمزد بیشتری می‌گیرند. vهای کوچک کاملاً غیرحرفه‌ای طراحی شده‌اند و ظاهرِ متن یکدست نیست. مشکل وقتی به گذاشتن متن در اینترنت می‌رسد، جدی‌تر می‌شود و باید متن را به یونی‌کد تبدیل کرد.

### قلم‌های «یونی‌کورد» (Unikurd)
«گروه آی. تی کُرد»  ابتدا قلم Unikurd Web را، که کاملاً یونی‌کد را پشتیبانی می‌کرد، برای نمایش در سایزهای ریز روی مانیتور ساخت. Unikurd Web فقط در سایزهای ۱۰ و ۱۱ و ۱۲ قابل خواندن است. بسیاری از سایت‌های کردی از این قلم استفاده می‌کنند؛ چون حالت پررنگ (Bold) برای آن طراحی نشده و مرز راست‌نگاره‌ها داخل نگاره‌ها می‌افتد و در حالت ClearType، نگاره‌های لاتین با نگاره‌های دیگرِ قلم هماهنگی ندارد، کمتر توسط طراحان حرفه‌ایِ سایت مورد استفاده قرار می‌گیرد. سایر قلم‌ها که مناسب برای چاپ هستند، با جانشین‌کردن نگاره‌های قلم‌های رایج فارسی و عربی در این قلم ساخته شده‌اند. در بسیاری از قلم‌های «یونی‌کورد»، vهای کوچک با دقت طراحی نشده‌اند و با نگاره‌های دیگرِ قلم هماهنگی ندارند و در اندازه‌های بزرگ برای چاپ غیرقابل‌استفاده می‌شوند.

## جدول حروف الفبای سورانی دریونی‌کد
| حرف سورانی | Latin      | نام یونی‌کد             | شمارهٔ یونی‌کد |
| ---------- | ---------- | ---------------------- | ------------ |
| ئ          |            | Yeh with Hamza above   | ۰۶۲۶         |
| ا          | A, a       | Alef                   | ۰۶۲۷         |
| ب          | B, b       | Beh                    | ۰۶۲۸         |
| پ          | P, p       | Peh                    | 067E         |
| ت          | T, t       | Teh                    | 062A         |
| ج          | C, c       | Jeem                   | 062C         |
| چ          | Ç, ç       | Tcheh                  | ۰۶۸۶         |
| ح          | Ḧ, ḧ       | Hah                    | 062D         |
| خ          | X, x       | Khah                   | 062E         |
| د          | D, d       | Dal                    | 062F         |
| ر          | R, r       | Reh                    | ۰۶۳۱         |
| ڕ          | rr         | Reh with small V below | ۰۶۹۵         |
| ز          | Z, z       | Zain                   | ۰۶۳۲         |
| ژ          | J, j       | Jeh                    | ۰۶۹۸         |
| س          | S, s       | Seen                   | ۰۶۳۳         |
| ش          | Ş, ş       | Sheen                  | ۰۶۳۴         |
| ع          | '          | Ain                    | ۰۶۳۹         |
| غ          | Ẍ, ẍ       | Ghain                  | 063A         |
| ف          | F, f       | Feh                    | ۰۶۴۱         |
| ڤ          | V, v       | Veh                    | 06A4         |
| ق          | Q, q       | Qaf                    | ۰۶۴۲         |
| ک          | K, k       | Keheh                  | 06A9         |
| گ          | G, g       | Gaf                    | 06AF         |
| ل          | L, l       | Lam                    | ۰۶۴۴         |
| ڵ          | ll         | Lam with small V       | 06B5         |
| م          | M, m       | Meem                   | ۰۶۴۵         |
| ن          | N, n       | Noon                   | ۰۶۴۶         |
| و          | W, w; U, u | Waw                    | ۰۶۴۸         |
| ۆ          | O, o       | Oe                     | 06C6         |
| ۇ          | Û, û       | U                      | 06C7         |
| ه          | H, h       | Heh Doachashmee        | 06BE         |
| ه          | E, e       | Ae                     | 06D5         |
| ی          | Y, y; Î, î | Farsi Yeh              | 06CC         |
| ێ          | Ê, ê       | Yeh with small V       | 06CE         |

نکات:
- «ه» (Arabic Letter Ae)

در نسخه‌های قبل از سال ۲۰۰۲ از Usp10.dll این حرف به جلویی متصل می‌شد؛ بنابراین، از “Arabic Letter Heh”+ “Zero width non joiner” استفاده می‌شد. اما، با توجه به این‌که «ه» (e) در یک متن کردی معمولاً بیشتر از حروف دیگر تکرار می‌شود، بنابراین، نوشتن آن با دو کاراکتر باعث افزایش اندازهٔ فایل می‌شود و درضمن برای حذف آن باید دو بار Delete یا Backspace را فشرد.
- «ه» Heh Doachashmee

اگر برای حرف کردی استفاده شود، باید برای دو حالت پایانی از “Arabic Letter Heh” + “Zero width joiner” استفاده کرد که همان مشکلات حرف «ه» پیش می‌آید.
- «ک» یا «ک»

شاید این دو کاراکتر تفاوت ظاهریِ چندانی نداشته‌باشند و در طراحی قلم برای هر دو بتوان یک نشانه را به‌کار برد، اما درحقیقت کاملاً متفاوتند. این مسئله مخصوصاً در بحث جستجو و در اسناد رسمی بحرانی می‌شود. معمولاً مایلند در ایران از «ک» (تابع خط فارسی) و در عراق از «ک» (تابع خط عربی) استفاده کنند.